# Шахворостівка (Житомирський район)
Ша́хворостівка — село в Україні, у Житомирському районі Житомирської області. Входить до складу Харитонівської сільської громади. Населення становить 227 осіб. 

## Географія
Селом протікає річка Кричанка, права притока Тетерева.

## Історія
Засноване в 1646 році. 
У 1864 році село Коростишівської волості Радомисльського повіту Київської губернії. Мешканців 120. Власність коростишівських Олізарів.